# Erasmus Unruh
Erasmus Unruh (* 17. August 1576 in Torgau; † 10. März 1628 ebenda) war ein deutscher Rechtswissenschaftler.

## Leben
Geboren als der Sohn des Bürgermeisters von Torgau Antonius Unruh (* 13. August 1546 in Torgau; † 10. April 1620 in Torgau) und seiner Frau Magaretha (* 9. Februar 1549 † 4. April 1618, verh. im Oktober 1573), der Tochter des Torgauer Stadtrichters Erasmus Sachse und seiner Frau Catarina (verh. 1532), Tochter des Leonhard Kersten, stammte er aus einer angesehenen sächsischen Familie, die vorher 200 Jahre Kaisern und Kurfürsten ansehnliche Dienste geleistet hatten. Nach erstem Schulbesuch und Unterricht von Privatlehrern besuchte Unruh ab 4. Dezember 1584 die Universität Wittenberg, wo er zunächst die freien Künste studierte.
1590 begab er sich an die Universität Leipzig und besuchte noch andere deutsche Universitäten. Zurückgekehrt nach Wittenberg, erhielt er ein kurfürstliches juristisches Stipendium, begann ein juristisches Studium und promovierte mit 24 Jahren 1601 zum Doktor der Rechtswissenschaften. 1606 wurde er zum Substituten von Ludwig Person ernannt, was eine außerordentliche Professur und die Stellung eines Assessors am Schöppenstuhl in Wittenberg bedeutete. 1608 stieg er in eine ordentliche Professur auf und wurde daraufhin Assessor am Wittenberger Hofgericht.
Nachdem er mehrfach das Dekanat der juristischen Fakultät verwaltet hatte, übernahm er 1613 und 1621 das Rektorat der Wittenberger Hochschule, wobei er sich vor allem auf dem ökonomischen Gebiet der Universitätsversorgung auszeichnete. Zu seinen gewöhnlichen Tätigkeiten als Professor hat er die extraordinären Aufgaben des Kurfürsten und andrer Herrn des Adels und Unadels erfüllt. 1625 erwarb sich Unruh von Johann Georg I. von Sachsen die Burg Rabenstein, womit er Erbsasse auf Rabenstein wurde.
Nachdem er bereits 1627 über Ermattung in den Gliedern klagte, die auch zur Behinderung der Sprache führten, erlitt er während seines Aufenthaltes 1628 auf dem Landtag in Torgau ein erneuter Anfall, von dem er sich nicht recht erholte. Am 8. März 1628 war seine rechte Seite gelähmt, in welchem Zustand er noch zwei Tage lang mit dem Tode rang. Sein Leichnam wurde auf Wunsch seiner Witwe am 12. März 1628 über Pretzsch, wo ihm zum Gedächtnis ein kurzer Leichensermon gehalten wurde, nach Wittenberg gebracht, wo er am 16. März zwischen 11 und 12 Uhr in der Wittenberger Schlosskirche begraben wurde. Ihm zu Ehren wurde dort ein Epitaph errichtet.
Unruh heiratete 1605 Caecilia (* 1588 in Braunschweig; † 19. April 1665 in Wittenberg), die Tochter von Polycarp Leyser. Aus dieser Ehe sind keine Kinder hervorgegangen, daher ging der Erbsitz Rabenstein an ihren Neffen Wilhelm Leyser II. über. Seine Frau wurde am 23. April 1665 ebenfalls in der Wittenberger Schlosskirche beigesetzt.

## Werkauswahl
- Disputatio De Probationibus. (Resp. Ulrich von Nostitz) Meisner, Wittenberg 1606. (Digitalisat)
- Disputatio Iuridica De Successionibus Ab Intestato. (Resp. Bonaventura Cotta) Müller, Wittenberg 1606. (Digitalisat)
- Disputationem hanc juridicam ex ipsa medulla iurisprudentiae desumtam ... de iurisdictione et imperio autoritate ... (Resp. Christoph Wegner) Gorman, Wittenberg 1608. (Digitalisat)
- Quaestionum controversarum de usufructu decas prior. Wittenberg 1616.
- De inofficiosis testamentis. (Resp. Johann Sigismund Keil) Gormann, Wittenberg 1624. (Digitalisat)
- De Feudo Ecclesiastico Dirputatio juridica. (Resp. Martin Rüdemann) Balli, Wittenberg 1619. (Digitalisat)
- Quaestiones de rebus creditis. (Resp. Sebastian Almer) Boreck, Wittenberg 1620. (Digitalisat)
- De absolute, vera ac propria omnium Actionum in personam & rem distributione, orgine, natura & differentia & c.